# Podul Kadin
Podul Kadin ((bulgară Кадин мост), Podul cadiului) este un pod în arc, ridicat peste râul Struma la Nevestino, Regiunea Kiustendil, Bulgaria. A fost înălțat în 1470 din ordinul lui Isac Pașa, în timpul domniei sultanului Mahmud I, așa cum reiese din inscripțiile laterale. Podul are 3 arce, cea mai mare anvergură fiind de 20 m.